# Gurkensalat

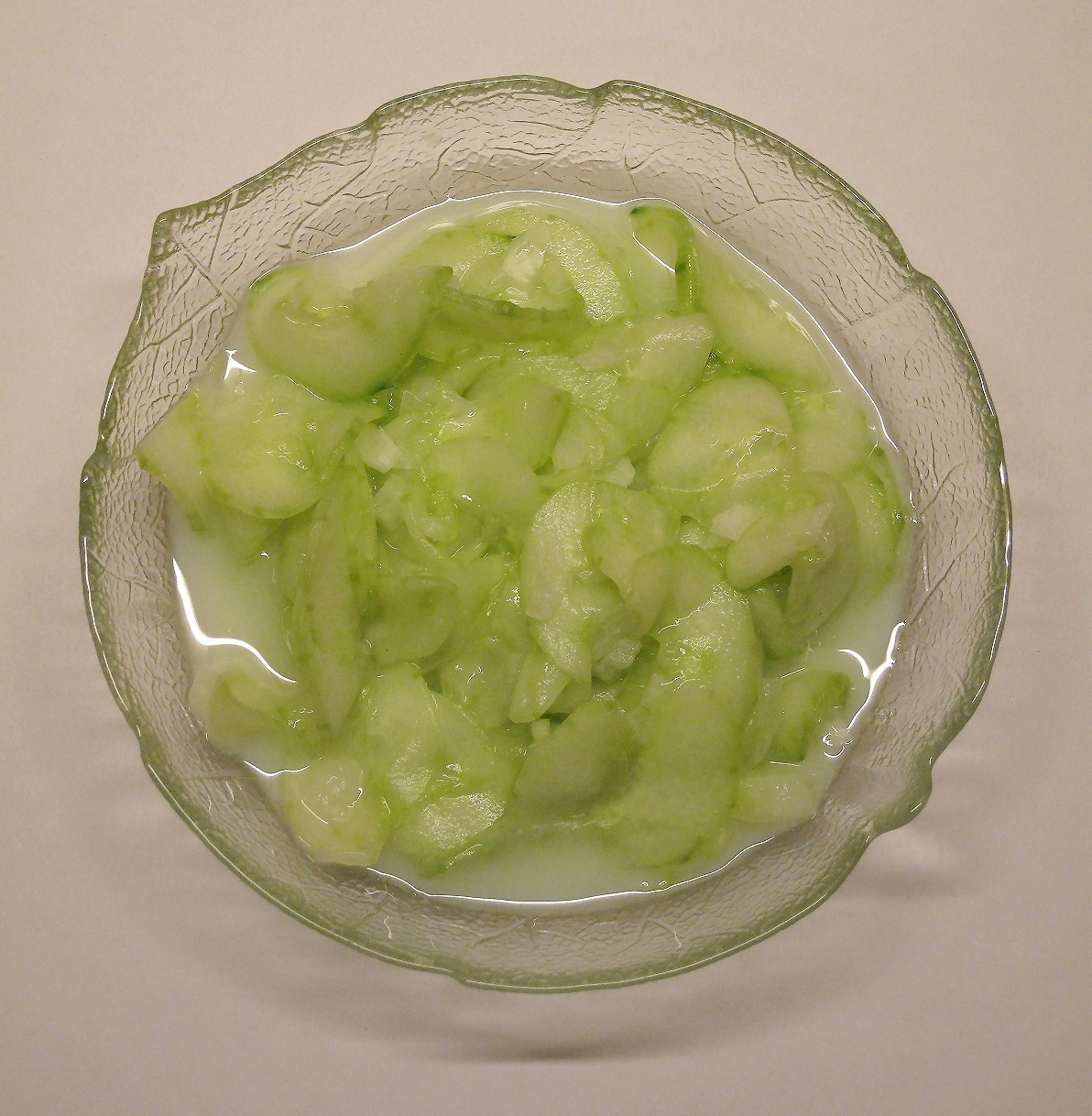
Gurkensalat à la crème

Gurkensalat ist ein klassisches Gericht der Kalten Küche.
Zur Herstellung verwendet man Salat- oder Schlangengurken, die mit anderen Zutaten verarbeitet werden. Typische Gewürze sind Salz, Weißer Pfeffer, Zucker, Dill, Estragon und Schnittlauch.

## Varianten
Bekannte Varianten und Garnituren des Gurkensalats sind u. a.:
- Amerikanischer Gurkensalat – geschälte und entkernte Gurken werden in Streifen geschnitten, auf Salatblättern angerichtet und mit Sauce tartare nappiert
- Dänischer Gurkensalat – Gurken werden geschält oder als Variante auch ungeschält in feine Scheiben geschnitten (z. B. mit einem Gurkenhobel), mit Salz mariniert und danach in einem Sieb abgebraust, anschließend mit Dill, Petersilie und einer süßsauren (siehe auch: söötsuur) Vinaigrette angerichtet
- Deutscher Gurkensalat – geschälte Gurken werden in feine Scheiben geschnitten und anschließend mit Dill und einer Vinaigrette oder gewürzter Sahne angerichtet
- Englischer Gurkensalat – in Scheiben geschnittene Gurken und Streifen von Bleichsellerie werden mit Sahne und Zitrone angemacht
- Polnischer Gurkensalat – in dicke Scheiben geschnittene Gurken werden mit Salz mariniert, anschließend blanchiert und in einer Marinade aus Essig, Zucker, Dill, Pfeffer und Nelken eingelegt (siehe auch: Mizeria)
- Russischer Gurkensalat – geschälte Gurken werden in feine Scheiben geschnitten und mit einer Mischung aus Quark, Saurer Sahne bzw. Saurer Milch, Knoblauch und Dill gebunden
- Gurkensalat a la creme – geschälte Gurken werden in feine Scheiben geschnitten, und mit Saurer Sahne, gehackten Zwiebeln und Essig angemacht
- Warmer Gurkensalat – in Scheiben geschnittene Gurken werden blanchiert und mit gebratenem Speck in einer Vinaigrette angerichtet